# Cerstin Petersmann
Cerstin Petersmann (n. 27 noiembrie 1964, Dortmund, RFG) este o canotoare ce a reprezentat Germania, medaliată olimpică. A participat la 2 ediții ale Jocurilor Olimpice (1988, 1992) în care a câștigat o medalie de bronz.